# Platygloea basidiodendri
Platygloea basidiodendri är en svampart som beskrevs av M. Dueñas 2001. Platygloea basidiodendri ingår i släktet Platygloea och familjen Platygloeaceae.   Inga underarter finns listade i Catalogue of Life.